# John Horse
Pour les articles homonymes, voir Horse.
John Horse (1812-1882), aussi connu sous les noms de Juan Caballo et de Gopher John, était un conseiller militaire d'Osceola et un chef des Séminoles noirs contre les troupes américaines pendant les guerres séminoles. Il devint par la suite éclaireur dans l'armée et conduisit de nombreux Séminoles noirs jusqu'aux premiers Territoires indiens (actuellement en Oklahoma) et plus tard au Mexique, où il est mort.

## Biographie

### Jeunesse
John Horse est né et a grandi esclave à Micanopy (à l'époque en Floride espagnole, actuellement dans le comté d'Alachua) en Floride, alors qu'éclatait la guerre anglo-américaine. La première guerre séminole (1817-1818) a eu lieu au cours de son enfance. 
Jeune homme, il acquit une certaine notoriété au sein de la nation Séminole, en tant qu'interprète pour Osceola et Billy Bowlegs, et lutta contre l'armée de Zachary Taylor, lors de la seconde guerre séminole. Il dirigea l'évasion de plus de 700 Séminoles et Séminoles noirs depuis un camp de déportation près de Fort Brooke, aux côtés d'Osceola et de Sam Jones, un chef Mikasuki. Il se rendit aux soldats américains en 1838, un an après qu'Osceola et d'autres dirigeants eurent été capturés et expédiés de Tampa Bay à La Nouvelle-Orléans. Il s'installa finalement en territoire indien avec sa famille et quelque 500 Séminoles noirs qui avaient accepté l'Indian Removal Act.

### Vie en Oklahoma
Une fois en territoire indien, il a accepté un emploi comme interprète pour l'armée, qui avait alors besoin d'interprètes pour convaincre les autres insurgés de Floride de se rendre et de s'installer dans le territoire indien, et il est retourné en Floride en 1839. Il est retourné en territoire indien en 1842 avec quelque 120 autres Séminoles qui ont été capturés et expulsés par la force. Toutefois, la nation Creek pro-esclavage était déjà installée dans les terres qui avaient été promises par l'Armée aux Seminoles. Cela a conduit à des tensions avec les Creeks, qui ont essayé de kidnapper plusieurs Séminoles noirs, et ont réussi à capturer Dembo Factor, un vétéran de la guerre.
Coacoochee, un traditionaliste qui était opposé à l'idée de vivre avec les Creeks, a protesté contre la vente envisagée de Factor comme esclave. Il a été rejoint par Horse, et bien que l'armée air rendu Factor aux Seminoles, aucune accusation criminelle n'a été retenue par la nation Creek contre les suspects d'esclavagisme. Coacoochee et Horse ont ensuite voyagé jusqu'à Washington, DC en 1844 afin de procurer une terre aux Séminoles. Ils n'ont pas réussi à obtenir un traité et sont rentrés chez eux les mains vides. Horse a alors été l'objet d'une tentative de meurtre par un Séminole. Il s'est de nouveau rendu à Washington pour fait pression sur Thomas Jesup, toujours afin d'obtenir une terre pour les Séminoles. Jesup leur accorda Fort Gibson. Toutefois, au cours de son séjour à Washington, John Y. Mason alors procureur général a décidé que les Séminoles noirs pourraient être esclaves. Cela signifiait que plus de 280 Séminoles noirs, y compris les membres de la famille de Horse, pourraient être vendus en esclavage chez les blancs ou chez les Creeks par leurs maîtres séminoles informels.

### Émigration
John Horse et Coacoochee ont conduit un groupe de Séminoles de Fort Gibson à la ville actuelle de Wewoka en Oklahoma. Coacoochee et Horse ont alors songé à bâtir une alliance entre indiens des plaines et de l'est ainsi qu'esclaves en fuite afin de provoquer une révolte contre le gouvernement fédéral. Ils ont attendu que l'agent indien de sombre réputation, Marcellus Duval, termine son mandat et sont retournés à Washington. Puis, ils ont émigré à travers le Texas au-delà du Rio Grande à Coahuila au Mexique. Ils se sont présentés au commandement mexicain à Piedras Negras le 12 juillet 1850.
Horse obtint finalement des terres pour les émigrants puis retourna après la guerre de Sécession aux États-Unis avec quelques Séminoles noirs pour travailler comme éclaireur pour l'armée. Il revint au Mexique après quelques années et est mort sur la route de Mexico alors qu'il essayait d'obtenir davantage de terres et de droits pour son peuple dans le nord du Mexique. Une communauté de Séminoles noirs subsiste de nos jours à Coahuila.